# Void Crew
Void Crew est un jeu vidéo roguelike d'action-RPG développé par le studio indépendant copenhagois Hutlihut Games et édité par PulluP Entertainment, sorti en accès anticipé le 7 septembre 2023 sur Windows 10. Il sort dans sa version définitive le 25 novembre 2024.

## Système de jeu
Le jeu met en scène une guerre spatiale qui oppose les partisans du METEM (faction du joueur) à la faction HOLLOW (faction ennemie). Le joueur, seul ou en coopération jusqu'à six, doit mener à bien différentes missions l'opposant à la faction HOLLOW, à bord de son vaisseau spatial qu'il doit piloter et maintenir en bon état en évitant les tirs des vaisseaux ennemis. Chaque mission permet d'obtenir diverses améliorations du vaisseau en récompense, permettant au joueur de posséder un meilleur équipement. Le but du jeu est de conserver son vaisseau en état le plus longtemps possible à travers la progression dans les missions, tout en satisfaisant les différents objectifs de missions (exploration, combats spatiaux, pillages, etc.). Certaines phases du jeu nécessitent que le joueur se rende dans l'espace, hors de son vaisseau.
En multijoueur, chaque joueur est habituellement affecté à un rôle dans le vaisseau, parmi pilote, artilleur, ingénieur et pilleur, bien que la permutation en cours de partie soit possible. La coordination des différentes fonctions, et donc des joueurs, est nécessaire.
En plus du cycle des missions habituelles, l'équipage peut être amené à affronter périodiquement des boss, et à rencontrer des perturbations imprévisibles, ce qui ajoute au côté RNG du jeu.